# チャイムが終われば
「チャイムが終われば」（チャイムがおわれば）は、LinQの6枚目、メジャー1作目のシングル。

## 概要
本作品は、LinQデビュー2周年の記念日である2013年4月17日に発売された、LinQのメジャーデビューシングルである。本作では、初回限定盤A〜D・通常盤の全5種の形態で発売されている。しかし、この5種の中で当楽曲のPVがDVDに収録されているのは初回限定盤Aだけである。初回限定盤Cは、ジャケットが24Pのフォトブックレット仕様になっている。
「チャイムが終われば」は、このリリースのために書き下ろされた新曲ではなく、LinQの結成初期から存在していた曲であり、ファンからもメンバーからも、その人気は高い。

## 収録曲

### 通常盤
CD
1. チャイムが終われば
作詞：H(eichi)、作曲：SHiNTA、編曲：SPACEY，SHiNTA
  - 日本テレビ系「ミュージックドラゴン」エンディングテーマ
  - CBCテレビ「なるほどプレゼンター!花咲かタイムズ」オープニングテーマ
2. 全力Everudau!
作詞：Mio Aoyama、作曲・編曲：渡辺徹
3. Lie
作詞：安田尊行、作曲：八木雄一、編曲：安斎孝秋、GUMMIN

### 初回限定盤A
CD
1. チャイムが終われば
2. 全力Everudau!
3. チャイムが終われば (instrument)
4. 全力Everudau! (instrument)

DVD
1. チャイムが終われば -Music Video- -特典映像-

### 初回限定盤B
CD
1. チャイムが終われば
2. Lie
3. チャイムが終われば (instrument)
4. Lie (instrument)

DVD
1. MUSIC ON! TV特番 [ハジメマシテ! “LinQ”知っとぉ?] -SPECIAL EDIT-

### 初回限定盤C
CD
1. チャイムが終われば
2. チャイムが終われば (SHiNTA PLANET REMIX)
3. チャイムが終われば (instrument)
4. 全力Everudau! (instrument)

### LinQ入門盤／初回限定盤D
CD
1. チャイムが終われば
2. チャイムが終われば (instrument)